# Forrest Lewis
Pour les articles homonymes, voir Lewis.
Raymond Forrest Lewis, né le 5 novembre 1899 à Knightstown (en) (comté de Henry, Indiana) et mort le 2 juin 1977 à Burbank (Californie), est un acteur américain.

## Biographie
Par ailleurs acteur de radio dès le début des années 1940, Forrest Lewis contribue comme second rôle au cinéma à trente-deux films américains (dont des westerns), le premier étant Gildersleeve on Broadway de Gordon Douglas (1943, avec Harold Peary et Billie Burke), inspiré de la série radiophonique The Great Gildersleeve à laquelle il participe (avec Harold Peary dans le rôle-titre). Ses deux derniers films sortent en 1971, dont Skin Game de Paul Bogart et Gordon Douglas, avec James Garner et Louis Gossett Jr.
Entretemps, mentionnons Victime du destin de Raoul Walsh (1953), Tout ce que le ciel permet de Douglas Sirk (1955) et Le Sport favori de l'homme d'Howard Hawks (1964), tous trois avec Rock Hudson.
Pour la télévision américaine, outre deux téléfilms (1968-1970), il apparaît dans soixante-dix-huit séries (notamment de western) entre 1952 et 1973, dont Au nom de la loi (deux épisodes, 1958-1959), Les Mystères de l'Ouest (un épisode, 1966) et Un shérif à New York (son avant-dernière série, un épisode, 1971).
Forrest Lewis meurt en 1977, à 77 ans.

## Filmographie partielle

### Cinéma

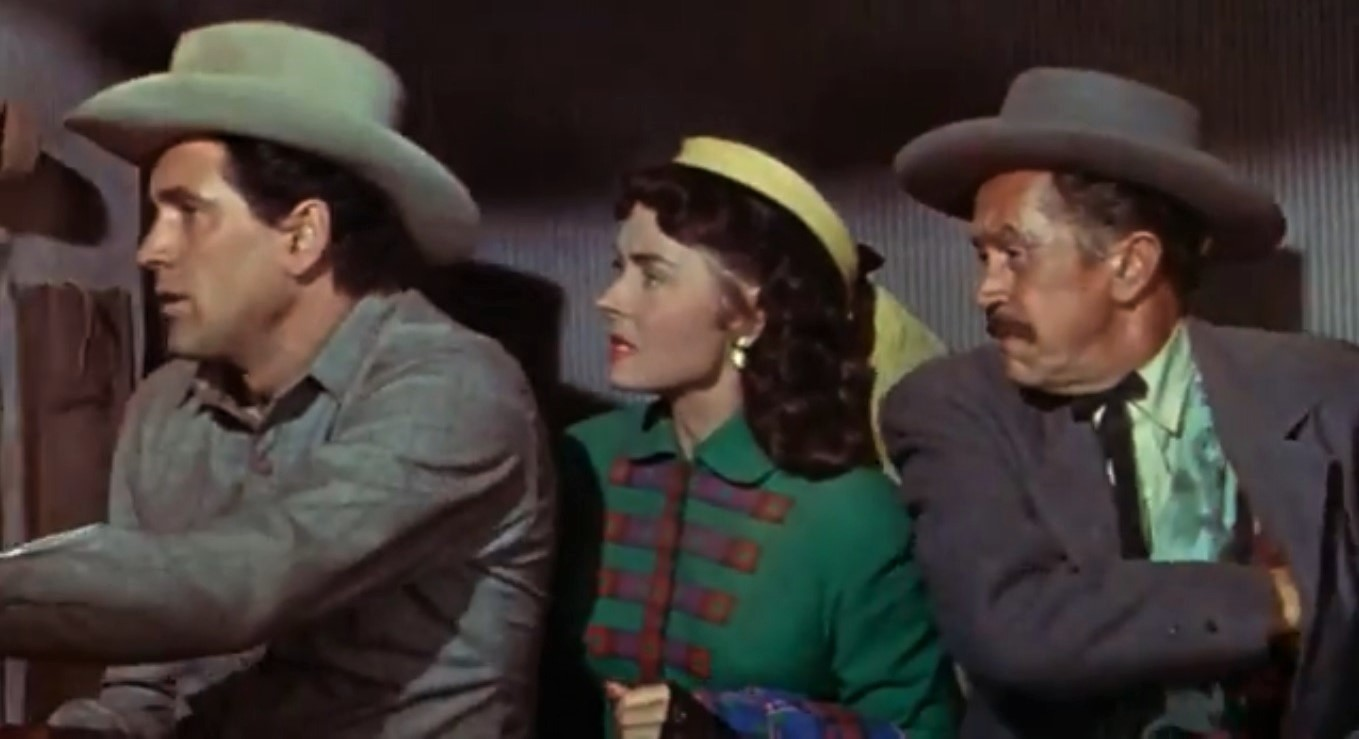
Rock Hudson (à g.), Donna Reed et Forrest Lewis, dans Bataille sans merci (1953)

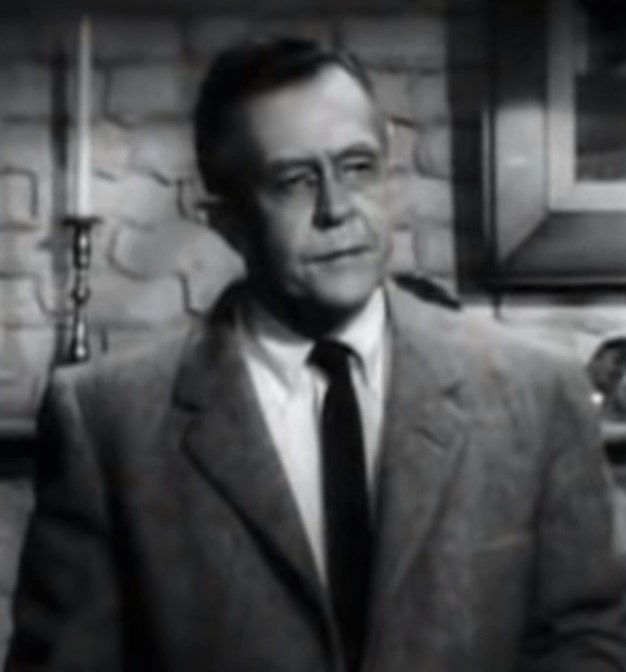
Dans Le Décapité vivant (1958)

- 1943 : Gildersleeve on Broadway de Gordon Douglas : Carson
- 1951 : Les Parents apprivoisés (Week-End with Father) de Douglas Sirk : Clarence Willett
- 1952 : Ça pousse sur les arbres (It Grows on Trees) d'Arthur Lubin : Dr Burrows
- 1952 : Qui donc a vu ma belle ? (Has Anybody Seen My Gal?) de Douglas Sirk : Martin Queen
- 1953 : Victime du destin (The Lawless Breed) de Raoul Walsh : Zeke Jenkins
- 1953 : Le Clown (The Clown) de Robert Z. Leonard : M. Huston
- 1953 : La Séductrice aux cheveux rouges (Take Me to Town) de Douglas Sirk : Ed Higgins
- 1953 : Bataille sans merci (Gun Fury) de Raoul Walsh : Weatherby
- 1953 : Fort Bravo (Escape from Fort Bravo) de John Sturges : Dr Miller
- 1955 : Tout ce que le ciel permet (All That Heaven Allows) de Douglas Sirk : M. Weeks
- 1955 : Les Forbans (The Spoilers) de Jesse Hibbs : Banty Jones
- 1957 : Le Salaire du diable (Man in the Shadow) de Jack Arnold : Jake Kelley
- 1958 : La Vallée de la poudre (The Sheepman) de George Marshall : M. Baker
- 1958 : Le Décapité vivant (The Thing That Couldn't Die) de Will Cowan (en) : Julian Ash
- 1959 : Quelle vie de chien ! (The Shaggy Dog) de Charles Barton : l'officier Kelly
- 1961 : Les Cavaliers de l'enfer (Posse from Hell) d'Herbert Coleman (de) : Dr Welles
- 1961 : Monte là-d'ssus (The Absent-Minded Professor) de Robert Stevenson : l'officier Kelly
- 1963 : Après lui, le déluge (Son of Flubber) de Robert Stevenson : l'officier Kelly
- 1964 : Le Sport favori de l'homme (Man's Favorite Sport?) d'Howard Hawks : Skaggs
- 1965 : Ligne rouge 7000 (Red Line 7000) d'Howard Hawks : Jenkins
- 1971 : Skin Game de Paul Bogart et Gordon Douglas : Peter

### Télévision
(séries, sauf mention contraire)
- 1952 : Badge 714 (Dragnet), saison 2, épisode 4 The Big Seventeen de Jack Webb : Clyde Barton
- 1955 : Medic (en), saison 1, épisode 20 Break Through the Bars : M. Lombardo
- 1955 : Mon amie Flicka (My Friend Flicka), saison unique, épisode 1 One Man's Horse de Nathan Juran : un commerçant
- 1955-1957 : Cheyenne
  - Saison 1, épisode 5 The Outlander (1955) de Richard L. Bare : l'avocat de la défense
  - Saison 2, épisode 10 Land Beyond the Law (1957) de Walter Doniger : Charlie Miller
  - Saison 3, épisode 1 Incident at Indian Springs (1957) de Thomas Carr : Dr Hadley
- 1957 : Perry Mason, saison 1, épisode 12 The Case of the Negligent Nymph de Christian Nyby : Dr Murray
- 1957-1960 : Maverick
  - Saison 1, épisode 13 The Naked Gallows (1957 : Alec Fall) d'Abner Biberman et épisode 20 The Savage Hills (1958 : un employé d'hôtel) de Douglas Heyes
  - Saison 2, épisode 24 Two Tickets to Ten Strike (1959) de Douglas Heyes : l'imprimeur
  - Saison 3, épisode 24 The Resurrection of Joe November (1960) de Leslie Goodwins : le capitaine Nelson
  - Saison 4, épisode 3 The Town Was Wasn't Ther (1960) d'Herbert L. Strock : le vieil homme
- 1958-1959 : Au nom de la loi (Wanted: Dead or Alive)
  - Saison 1, épisode 14 La Diligence (Die by the Gun, 1958) de Don McDougall : un prospecteur
  - Saison 2, épisode 13 Piste sans retour (No Trail Back, 1959) de Don McDougall : Doc Blake
- 1959 : Laramie, saison 1, épisode 5 The Star Trail de Douglas Heyes : le pasteur
- 1960 : Papa a raison (Father Knows Best), saison 6, épisode 15 Bud Hides Behind a Skirt de Peter Tewksbury : un employé
- 1960 : Peter Gunn
  - Saison 2, épisode 32 The Best Laid Plans d'Alan Crosland Jr. : Harry Grover
  - Saison 3, épisode 1 The Passenger d'Alan Crosland Jr. : Edward Hines
- 1960 : Échec et mat (Checkmate), saison 1, épisode 8 Deadly Shadow de Don Weis : M. Nelson
- 1960-1962 : Denis la petite peste (Dennis the Menace)
  - Saison 1, épisode 28 Dennis and the Starlings (1960) de Charles Barton : M. Prince
  - Saison 3, épisode 1 Trouble from Mars (1961) de Charles Barton : Selby
  - Saison 4, épisode 8 San Diego Safari (1962) de Charles Barton : M. Wiggins
- 1961 : Aventures dans les îles (Adventures in Paradise), saison 3, épisode 11 Le Jugement d'Armand Troy (The Trial of Adam Troy) de Jus Addiss : Henry Willoughby
- 1964 : 77 Sunset Strip, saison 6, épisode 18 The Target de Lawrence Dobkin : Zimmy
- 1964 : Suspicion (The Alfred Hitchcock Hour), saison 2, épisode 31 Isabel d'Alf Kjellin : le vieux marin
- 1966 : Les Monstres (The Munsters), saison 2, épisode 26 Mon cousin Johann (A Visit from Johann) de Gene Reynolds : le gérant du motel
- 1966 : Les Mystères de l'Ouest (The Wild Wild West), saison 2, épisode 9 La Nuit de la sirène (The Night of the Watery Death) d'Irving J. Moore : le capitaine Pratt
- 1967 : Le Virginien (The Virginian), saison 6, épisode 6 The Masquerade de Don McDougall : Len Torrance
- 1967 : Le Cheval de fer (The Iron Horse), saison 2, épisode 1 Diablo et épisode 7 Vouloir n'est pas toujours pouvoir (Leopards Try, but Leopards Can't) de Leo Penn : le maire Osborne
- 1968 : Call to Danger de Lamont Johnson (téléfilm) : Silver
- 1971 : Un shérif à New York (McCloud), saison 2, épisode 1 Meurtre au zodiaque (Encounter with Aries) de Russ Mayberry : le vieil homme